# Gheorghe Tegleațov
Gheorghe Tegleațov (în rusă Георгий Александрович Тегляцов, transliterat: Gheorghi Aleksandrovici Tegleațov; n. 27 februarie 1954, Harkov – d. 17 decembrie 2015, Chișinău) a fost un fotbalist ucraineano-moldovean și sovietic, care a jucat pe postul de fundaș. După încheierea carierei de fotbalist a devenit antrenor de fotbal.
Ca jucător, întreaga sa carieră și-a petrecut-o la clubul Nistru Chișinău (în prezent „Zimbru”), pentru care în perioada anilor 1973-1985 a jucat într-un număr record de meciuri, 453, în care a marcat 9 goluri. Este considerat unul din cei mai buni fotbaliști moldoveni ai anilor 1970-1980 și a fost supranumit ”Fundașul de fier”.
Între anii 1974 și 1983, alături de Anatol Rîbac, Vladimir Gosperschi, Pavel Cebanu, Ion Caras, Igor Nadein, Nicolae Tabaciuc, Alexandru Mațiura, Valeriu Pavlov, Veaceslav Catcov, Nicolae Cebotari, Serghei Dubrovin ș.a. a apărat culorile echipei în Liga Superioară a Campionatului URSS. Per total, a jucat 57 de meciuri în Liga Superioară Sovietică.
În anul 1981 a fost desemnat cel mai bun jucător al echipei Nistru.
Ca antrenor, Gheorghe Tegleațov a activat la Liceul Internat Sportiv, Constructorul-93 Chișinău (1993-2000). și selecționata de juniori a Moldovei, iar în ultimii ani a activat în cadrul forului fotbalistic național din Moldova.
A fost înmormântat la Cimitirul Sfântul Lazăr din Chișinău.

## Titluri
Individual
- Cel mai bun jucător al echipei Nistru Chișinău (1981)[1]
- Maestru al URSS în Sport (1982)[1]
- Antrenor emerit al RSSM (1989)[1]
- Ordinul „Gloria Muncii” (2010)[4]
- Ordinul de Merit al FMF (2010)[4]

Ca antrenor
Cu Constructorul-93 Chișinău
- Campion al Moldovei (1997)[1]
- Cupa Moldovei (1996, 2000)[1]